# Atlanta Dream 2017
La stagione 2017 delle Atlanta Dream fu la 10ª nella WNBA per la franchigia.
Le Atlanta Dream arrivarono quinte nella Eastern Conference con un record di 12-22, non qualificandosi per i play-off.

## Roster
| N° | Naz.                   | Ruolo | Sportivo             | Anno | Alt. | Peso |
| -- | ---------------------- | ----- | -------------------- | ---- | ---- | ---- |
| 0  | Stati Uniti (bandiera) | G     | Meighan Simmons      | 1992 | 175  | 64   |
| 2  | Stati Uniti (bandiera) | G     | Darxia Morris        | 1989 | 173  | 70   |
| 3  | Stati Uniti (bandiera) | G     | Brianna Kiesel       | 1993 | 170  | 57   |
| 5  | Stati Uniti (bandiera) | G     | Chelsea Hopkins      | 1990 | 173  | 63   |
| 7  | Stati Uniti (bandiera) | G     | Brittney Sykes       | 1994 | 175  | 66   |
| 10 | Stati Uniti (bandiera) | G     | Matee Ajavon         | 1986 | 173  | 73   |
| 11 | Stati Uniti (bandiera) | GA    | Tamera Young         | 1986 | 188  | 77   |
| 12 | Brasile (bandiera)     | C     | Damiris              | 1992 | 191  | 89   |
| 13 | Giamaica (bandiera)    | AC    | Aneika Henry         | 1986 | 193  | 87   |
| 14 | Stati Uniti (bandiera) | C     | Rachel Hollivay      | 1993 | 193  | 95   |
| 15 | Stati Uniti (bandiera) | G     | Tiffany Hayes        | 1989 | 178  | 70   |
| 20 | Spagna (bandiera)      | A     | Sancho Lyttle        | 1983 | 193  | 65   |
| 23 | Stati Uniti (bandiera) | G     | Layshia Clarendon    | 1991 | 175  | 64   |
| 32 | Stati Uniti (bandiera) | G     | Bria Holmes          | 1994 | 185  | 77   |
| 34 | Stati Uniti (bandiera) | C     | Imani McGee-Stafford | 1992 | 201  | 88   |
| 52 | Stati Uniti (bandiera) | AC    | Elizabeth Williams   | 1993 | 191  | 87   |
| 53 | Stati Uniti (bandiera) | A     | Jordan Hooper        | 1992 | 188  | 84   |

## Staff tecnico
- Allenatore: Michael Cooper
- Vice-allenatori: Miles Cooper, Karleen Thompson
- Preparatore atletico: Michael Douglas